# بحيرة مانكين
بحيرة مانكين  هي بحيرة تقع في بلديات إيدسكوغ في مقاطعة هدمارك وأورشكوغ-هولاند في مقاطعة آكرشوس، النرويج.